# Play-offs (NFL)

Ehemaliges offizielles Logo der NFL Playoffs

Die Play-offs der National Football League (offizieller Name NFL Playoffs) sind ein K.-o.-Turnier, mit dem am Ende der Regular Season der NFL-Meister ermittelt wird. Aus beiden Conferences (AFC und NFC) der NFL qualifizieren sich je sieben Teams für die Play-offs. Ausschlaggebend dafür sind die Ergebnisse der Regular Season (Prozentsatz der gewonnenen Spiele) und ein Tie-Breaker-System für den Fall des Gleichstands. Zunächst werden in den beiden Conferences getrennt die Sieger ermittelt. Diese stehen sich dann im Super Bowl, mit dem die Play-offs enden, gegenüber.
Die Geschichte der „NFL Post Season“ kann bis zum ersten „NFL Championship Game“ 1933 zurückverfolgt werden. In der Zeit vor 1967 basierte die Qualifikation für die Teilnahme am Championship Game ausschließlich auf den Saisonergebnissen. Die ersten „wahren“ NFL-Play-offs fanden 1967 mit vier qualifizierten Teams statt. Mit der Fusion von AFL und NFL 1970 wurde das Play-off-Teilnehmerfeld auf acht ausgeweitet. Ab 1978 durften dann zehn, ab 1990 zwölf und seit 2020 dürfen 14 Teams an den Play-offs teilnehmen.
Alle aktuellen NFL-Teams haben schon an den Play-offs teilgenommen.  Im Jahr 2011 qualifizierte sich mit den Houston Texans das letzte der 32 NFL-Team erstmals für die Play-offs.  Die Texans wurden jedoch auch als letztes Erweiterungsteam erst 2002 in die Liga aufgenommen.

## Modus

Die NFL Playoffs. In der Divisional Round spielt jeweils der an Nr. 1 gesetzte Divisionssieger gegen das Team, das unter den verbleibenden Teams der entsprechenden Conference die niedrigste Setznummer aufweist.

Die 32 Teams umfassende Liga ist in zwei Conferences aufgeteilt, die American Football Conference (AFC) und die National Football Conference (NFC), die jeweils 16 Teams umfassen. Seit 2002 ist jede Conference in vier Divisionen mit jeweils vier Teams eingeteilt. Das Play-off-Turnierschema basiert auf jeweils sieben Teilnehmern aus jeder der beiden Conferences.
Folgende Teams qualifizieren sich nach Ende der Regular Season für die Play-offs:
- Die vier Divisionssieger in jeder Conference. Diese Teams werden als die Nrn. 1 bis 4 für die Play-offs gesetzt, und zwar basierend auf ihrem Sieg-Verhältnis (in Prozent).
- Drei Wildcard-Teams aus jeder Conference, und zwar die Teams, die das beste Sieg-Verhältnis der verbleibenden Teams in ihrer Conference haben. Diese werden als Nr. 5 bis 7 gesetzt, unabhängig davon ob sie ein besseres Siegverhältnis als einer der Divisionssieger haben.

In den beiden Conferences werden zunächst getrennt die Sieger ausgespielt. Die erste Runde der Play-offs wird als Wild Card Round bezeichnet. In dieser Runde empfangen der Divisionssieger mit Nr. 2 das Wildcard-Team mit Nr. 7, der Divisionssieger mit Nr. 3 das Wildcard-Team mit Nr. 6 und der Divisionssieger mit Nr. 4 das Wildcard-Team mit Nr. 5. Der Divisionssieger mit Nr. 1 hat ein Freilos, d. h., er steht automatisch in der 2. Runde, der Divisional Round, und hat dort Heimrecht gegen einen der Sieger der Wild Card Round. Im Gegensatz zur NBA hat die NFL keinen fix vorgegebenen Spielplan, sondern es spielt in jeder Runde das jeweils am höchsten gesetzte Team gegen das am niedrigsten gesetzte Team. Die beiden Sieger der Divisional Round stehen sich dann im jeweiligen Conference Championship Game gegenüber.  Sie ermitteln dabei nicht nur den Sieger der Conference, sondern auch den Teilnehmer am Super Bowl.  Bei den Ansetzungen genießt jeweils das höher gesetzte Team Heimrecht. Eine Ausnahme hiervon bildet der Super Bowl, bei dem das Heimrecht jährlich zwischen NFC und AFC wechselt.  Nur dreimal seit 1990 hat ein Team, das nicht als Nr. 1 oder 2 gesetzt war, das Heimrecht für das Conference Championship Game erreicht (AFC Championship 2006 und NFC Championships 2008 und 2021).
Bei Gleichstand hinsichtlich des Sieg-Verhältnisses in der Regular Season wird die Setzreihenfolge für die Play-offs durch das Anwenden der Tie-Breaking-Regelungen ermittelt, wobei der direkte Vergleich das wichtigste Kriterium ist.
Ein möglicher Nachteil des NFL-Play-off-Modus ist, dass die beiden Teams mit den besten Sieg-Verhältnissen ihrer Conference in den Play-offs bereits vor dem Conference Championship aufeinandertreffen können, wenn sie aus derselben Division kommen. Das bessere der beiden Teams wäre in diesem Fall als Nr. 1 gesetzt, das andere als Nr. 5. Wie aus dem Diagramm oben rechts ersichtlich, wäre es möglich, dass die Nr. 1 in den Divisional Play-offs gegen die Nr. 5 antreten muss (Siehe auch Änderungsvorschläge unten).

### Play-off-System 1990 bis 2019

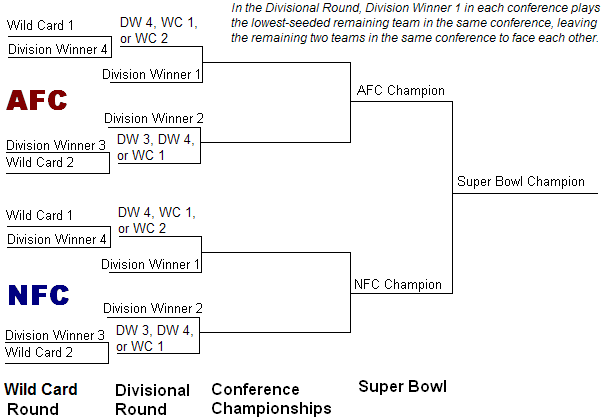
Die NFL Playoffs bis 2019.

Bis 2019 nahmen zwölf Teams an den NFL Playoffs teil. Pro Conference gab es neben den vier Divisionssieger nur zwei weitere Teams, die sich als Wild-Card-Teams für die Postseason qualifizierten. Entsprechend gab es in der Wild Card Round jeweils ein Spiel weniger. Im Vergleich zum aktuellen Modus fehlt das Spiel der Nummer 2 gegen die Nummer 7, die anderen beiden Partien waren inklusive der Setznummern gleich zum heutigen Modus. Der an Nummer 2 gesetzte Divisionssieger hatte in der ersten Runde ebenfalls spielfrei. Bezüglich des Modus der übrigen Runden gab es mit der neuen Regelung zur Saison 2020 keine Änderungen.
Vor 2002 gab es drei Divisionen pro Conference und damit auch nur drei Divisionssieger. Neben den drei Divisionssiegern qualifizierten sich von 1990 bis 2002 noch jeweils drei Wild-Card-Teams für die Play-offs. In der Wild Card Round trafen damit jeweils die beiden besten Wild-Card-Teams aufeinander, wogegen das Wild-Card-Team mit der niedrigsten Setznummer (6) beim Divisionssieger mit der niedrigsten Setznummer (3) antrat.

## Tie-Breaking-Regelung
Die Situation, dass zwei oder mehr Teams die Regular Season mit demselben Sieg-Verhältnis beenden, kommt häufig vor. Daher ist es notwendig, zwischen diesen „unentschiedenen“ Teams eine Reihenfolge zu ermitteln, und zwar einerseits für die Entscheidung, welche Teams sich für die Playoffs qualifizieren und andererseits auch für die Setzreihenfolge. Die nachstehenden Regelungen werden in der angeführten Reihenfolge angewandt, bis eine Entscheidung erreicht ist. Wenn eine Entscheidung zwischen drei Teams für einen Playoff-Platz erforderlich ist, werden, sobald das dritte Team ausgeschieden ist, die Regeln nochmals von Pkt. 1 an für die beiden verbleibenden Teams angewandt. Sind mehrere Playoff-Plätze an mehrere Teams zu vergeben, so werden die Regeln angewandt, bis sich das erste Team qualifiziert, danach wird die Prozedur für die restlichen Teams neu gestartet.
Die Tie-Breaking-Regeln haben sich im Laufe der Jahre verändert. Die meisten Änderungen wurden 2002 im Zuge der Umstrukturierung der Liga auf acht Divisions mit je vier Teams vorgenommen. Die Siegverhältnisse gegen gemeinsame Gegner und die meisten anderen die Siege betreffenden Regelungen wurden weiter nach oben gereiht, während Kriterien wie Punkte für bzw. gegen ein Team zurückgestuft wurden.
Die aktuellen Regelungen sind hier aufgeführt. Dabei gilt zu beachten, dass die Regeln für das Conference Tie-Break nur dann angewandt werden, wenn die zu vergleichenden Teams unterschiedlichen Divisions angehören. Andernfalls greifen die Regeln des Divisional Tie-Breaks.
| Divisionale Tie-Breaker | Conference Tie-Breaker |
| --- | --- |
| 1. Direkte(s) Duell(e) der Teams. 2. Bestes Siegverhältnis in den Spielen gegen die Teams innerhalb der Division. 3. Bestes Siegverhältnis in den Spielen gegen gemeinsame Gegner (Gegner, gegen die beide/alle Teams in dieser Saison gespielt haben). 4. Bestes Siegverhältnis in den Spielen gegen die Teams innerhalb der eigenen Conference. 5. Stärke der Siege, d. h. das kumulierte Siegverhältnis aller Gegner, gegen die die Teams gewonnen haben. 6. Stärke des Spielplans, d. h. das kumulierte Siegverhältnis aller Gegner, gegen die die Teams in dieser Saison gespielt haben. 7. Bestes Punkteverhältnis aller Teams in der eigenen Conference. 8. Bestes Punkteverhältnis aller Teams. 9. Meisten Netto-Punkte in den Spielen gegen gemeinsame Gegner. 10. Meisten Netto-Punkte in allen Spielen. 11. Meisten Netto-Touchdowns in allen Spielen. 12. Münzwurf. | 1. Direktes Duell, falls es stattgefunden hat (bei Gleichstand von 3 oder mehr Teams wird dieser Schritt nur angewandt, wenn ein Team gegen alle anderen gewonnen bzw. gegen alle anderen verloren hat). 2. Bestes Siegverhältnis in den Spielen gegen die Teams innerhalb der eigenen Conference. 3. Bestes Siegverhältnis in den Spielen gegen gemeinsame Gegner, mindestens vier. 4. Stärke der Siege. 5. Stärke des Spielplans. 6. Bestes Punkteverhältnis aller Teams in der eigenen Conference. 7. Bestes Punkteverhältnis aller Teams. 8. Meisten Netto-Punkte in den Spielen gegen gemeinsame Gegner. 9. Meisten Netto-Punkte in allen Spielen. 10. Meisten Netto-Touchdowns in allen Spielen. 11. Münzwurf. |

## Geschichte der Playoffs und Championships
Das System, nach dem die NFL ihre Champions ermittelt, hat sich über die Jahre verändert.

### Anfangsphase 1920–1932
Von der Gründung der Liga 1920 bis 1932 gab es kein geplantes Championship Game. Zwischen 1920 und 1923 wurde der Champion durch eine Abstimmung der Clubbesitzer beim jährlichen Treffen gekürt. Ab 1924 galt die Regelung, dass das Team mit dem besten Siegverhältnis den Meistertitel errungen hat. Da die Teams damals eine unterschiedliche Anzahl von Spielen absolvierten, war das Zählen der Siege alleine zu wenig, man führte daher den Prozentsatz der gewonnenen Spiele ein. Unentschieden zählten damals nicht, im Gegensatz zu heute, wo sie als halber Sieg und halbe Niederlage gewertet werden.

### Das „Playoff Game“ 1932
In der Saison 1932 hatten die Chicago Bears (6 Siege, 1 Niederlage, 6 Remis) und die Portsmouth Spartans (6 Siege, 1 Niederlage, 4 Remis) jeweils eine Siegquote von 76,9 %. Daher wurde ein zusätzliches Spiel um den Meistertitel erforderlich. Es wurde vereinbart, dass dieses im Wrigley Field in Chicago ausgetragen werden sollte, doch der strenge Winter machte eine Verlegung ins Chicago Stadium als Indoor-Spiel notwendig. Das Spiel wurde mit modifizierten Regeln auf einem gekürzten 80-Yard-Feld ausgetragen und die Bears gewannen mit 9:0. Nach diesem Spiel hatten die Bears eine Siegquote von 87,5 % und waren damit Meister. Die Spartans wiesen nur noch 75,0 % auf und fielen somit noch auf den 3. Platz hinter die Green Bay Packers zurück. Dieses Spiel war also kein Entscheidungsspiel, sondern vielmehr ein außerplanmäßiges zusätzliches Spiel. Aufgrund des Interesses beim Publikum führte es zur Einführung des NFL Championship Games 1933.

### NFL Championship Games und Play-offs 1933–1969
Das Interesse an dem „Playoff Game“ von 1932 führte in der Liga zu dem Wunsch nach einem Championship Game. Die Liga teilte sich 1933 in zwei Divisions. Die beiden Divisionssieger bestritten das Championship Game. Es gab kein Tie-Breaking-System, bei gleicher Siegquote entschied ein zusätzliches Play-off-Spiel nach Ende der Regular Season über den Divisionssieg. Mit der Fusion der All-America Football Conference in die NFL zur Saison 1950 traten an die Stelle der zwei Divisions zwei Conferences, die Play-off-Regelung blieb dabei bestehen. Entscheidungsspiele um den Divisions- oder Conference-Sieg wurden 1941, 1943, 1947, 1950 (2 Spiele), 1952, 1957, 1958 und 1965 notwendig. Diese zusätzlichen Play-off-Spiele führten manchmal zu einer Verschiebung des geplanten Termins für das Championship Game um eine Woche.
Das von 1933 bis 1966 gültige Play-off-System wurde als ungerecht kritisiert, weil es einige Male dazu führte, dass sich im Championship Game nicht die beiden Teams mit den besten Siegverhältnissen in der Regular Season gegenüberstanden. Vier Mal zwischen 1950 und 1966 (1951, 1956, 1960 und 1963) qualifizierte sich das Team mit der drittbesten Siegquote anstelle des Teams mit der zweitbesten Siegquote für das Championship Game. Dies lag daran, dass die beiden besten Teams in derselben Conference spielten.
In der Saison 1967 erweiterte die NFL das Teilnehmerfeld auf 16 Teams und teilte die beiden Conference in je zwei Divisions mit jeweils vier Teams. Die vier Divisionssieger erreichten die Play-offs. In der ersten Play-off-Runde spielten die beiden Divisionssieger derselben Conference gegeneinander und ermittelten den jeweiligen Conference Champion. Die beiden Conference Champions bestritten das NFL Championship Game eine Woche darauf.  Die Saison 1967 ist daher die erste, in der der Meister durch ein definiertes Play-off-System ermittelt wurde.  Das Heimrecht wechselte dabei sowohl zwischen den Divisions einer Conference als auch zwischen den Conferences im Zweijahresrhythmus ab.
Für die Ermittlung des Divisionssiegers wurde ein Tie-Breaking-System eingeführt.  Während der drei Jahre (1967–69), in denen dieses Play-off-System eingesetzt wurde, war das Tie-Breaking-System einmal im Einsatz. In der Saison 1967 beendeten die Los Angeles Rams und die Baltimore Colts die Regular Season jeweils mit elf Siegen, zwei Unentschieden und einer Niederlage. Es ging um den Divisionssieg in der Coastal Division. Die Colts kamen ungeschlagen ins letzte Saisonspiel, in dem sie den Rams unterlagen. Durch den Sieg gewannen die Rams auch den direkten Vergleich gegen die Colts und somit die Division. Darüber hinaus hatte die Colts mit 91,7 % gemeinsam mit den Rams die mit Abstand beste Siegquote aller Teams – die Green Bay Packers, Sieger der Central Division, kamen mit 69,2 % noch am nächsten. Der Umstand, dass die Colts zwar gleichauf mit den Rams an der Spitze standen und dennoch aufgrund der Regeln die Play-offs verpassten, führte zu der Zulassung eines Wildcard-Teams in den Play-offs ab 1970.
In den 1960ern wurde außerdem ein Play-off-Spiel um den dritten Platz, der sogenannte „Playoff Bowl“ in Miami, jeweils Anfang Januar im Anschluss an die Saisonen 1960–69, ausgetragen. Obwohl sie damals offizielle Play-off-Spiele waren, zählt die NFL diese zehn Spiele (und Statistiken) heute als „Exhibitions“ und nicht als Play-off-Spiele.

### AFL-Playoffs 1960–1969
In den Saisonen 1960–68 spielte die AFL wie die NFL mit zwei Divisionen, die beiden Sieger bestritten das AFL Championship Game. Es gab kein Tie-Breaking-System, daher waren 1963 in der Eastern Division und 1968 in der Western Division zusätzliche Playoff-Spiele notwendig um den Championship Game-Teilnehmer zu ermitteln.
1969 wurde eine 1. Playoff-Runde hinzugefügt. Dabei spielten die Divisionssieger gegen die jeweils Zweitplatzierten der anderen Division. Die beiden Sieger der 1. Runde bestritten das AFL Championship Game. Im einzigen Jahr mit diesem Modus wurden die Kansas City Chiefs AFL Champion und siegten anschließend sogar im Super Bowl. Am Ende der Regular Season waren sie die Zweitplatzierten der AFL Western Division. Sie waren daher der erste Nicht-Divisionssieger, der den Super Bowl gewinnen konnte.

### Die Super-Bowl-Ära ab 1966
Der Super Bowl war ursprünglich ein ligaübergreifendes Championship Game zwischen AFL und NFL als Kompromiss im Druck, den die neugegründete AFL der bestehenden NFL auferlegte. Der Erfolg des neuen Rivalen war wahrscheinlich mit ausschlaggebend für die Fusion der beiden Ligen.
Von 1966 bis 1969 (Super Bowl I–IV) trafen im Super Bowl AFL und NFL Champion aufeinander, seit 1970 die AFC und NFC Champions.
Mit der Fusion 1970 reorganisierte die neue NFL ihre nunmehr 26 Teams in zwei Conferences mit jeweils drei Divisions. Bis 1977 erreichten jeweils vier Teams pro Conference die Playoffs. Dies waren die drei Divisionssieger und ein Wildcard-Team.
Ursprünglich wurde das Heimrecht in den Play-offs auf Basis einer jährlichen Rotation vergeben, so dass jedes Jahr der Sieger einer anderen Division auswärts antreten musste.  Die beiden anderen Divisionssieger einer Conference hatten Heimrecht.  Auch welcher Divisionssieger auf das Wildcard-Team traf, wurde im Dreijahresrhythmus rotiert.  Dabei konnte es jedoch zu Abweichungen kommen.  Würde das Wildcard-Team turnusgemäß auf den Sieger der eigenen Division treffen, wurden die Gegner der beiden Heimteams getauscht.  Dies geschah in den Saisonen 1970 und 1972 in der NFC.  Im Championship Game der Conferences hatte dann jeweils das Team Heimrecht, das das Duell zwischen den zwei Divisionssiegern gewann, so dass das Wildcard-Team niemals Heimrecht haben konnte.
Zur Saison 1975 wurde eine Setzreihenfolge eingeführt, nach der die höher gesetzten Teams in jeder Playoff-Runde Heimrecht hatten. Entsprechend der Setzreihenfolge spielte der als Nr. 1 gesetzte Divisionssieger daheim gegen das Wildcard-Team, und von den beiden anderen Divisionssiegern empfing die Nr. 2 die Nr. 3. Es gab jedoch die Ausnahme, dass Teams aus der gleichen Division nicht vor dem Conference Championship aufeinander treffen durften. Kam also das Wildcard-Team aus derselben Division wie die Nr. 1, so spielte die Nr. 1 gegen die Nr. 3 und die Nr. 2 gegen die Nr. 4 (das Wildcard-Team).
Gemeinsam mit der Erweiterung der Regular Season von 14 auf 16 Spiele in der Saison 1978 erlaubte die Liga ein weiteres Wildcard-Team pro Conference. Die beiden Wildcard-Teams spielten eine Woche vor den Divisionssiegern ein Ausscheidungsspiel, der Sieger traf anschließend in den Divisional Playoffs auf das als Nr. 1 gesetzte Team, wie bereits 1970–77. In den Divisional Playoffs bestand weiterhin das Gebot, dass Teams aus der gleichen Division nicht aufeinandertreffen durften. In der Wildcard-Runde war dies jedoch erlaubt. Dieses zehn Teams umfassende Playoff-System wurde bis 1989 beibehalten. Während dieser Zeit gewannen die Oakland Raiders als erstes Wildcard-Team den Super Bowl 1980.
Aufgrund eines Streiks trug in der Saison 1982 jedes Team nur neun Spiele in der Regular Season aus. Das Playoff-System wurde in dieser Saison abgewandelt. Divisionsbezogene Wertungen wurden außer Acht gelassen, da es Fälle gab, in denen beide Spiele zwischen zwei Teams einer Division dem Streik zum Opfer fielen. Stattdessen wurden die acht besten Teams jeder Conference für die Playoffs zugelassen. Diese Saison war daher bis 2010 die einzige, in denen sich Teams mit einem negativen Sieg-Niederlage-Verhältnis für die Playoffs qualifizierten (die Cleveland Browns und die Detroit Lions, jeweils mit 4:5). 2010 qualifizierten sich die Seattle Seahawks als Divisionssieger der NFC West mit einem Sieg-Niederlage-Verhältnis von 7-9 und stellten damit einen neuen Rekord auf. Damit waren die Seahawks nicht nur für die Playoffs qualifiziert, sondern als Divisionssieger als Nr. 4 gesetzt. Die Saints (11:5) und Packers (10:6) waren als Nr. 5 und 6 gesetzt, und als „Opfer“ des Systems blieben die Giants und Buccaneers (jeweils 10:6, aber schlechtere Strength of Victory als die Packers) vom Playoff ausgeschlossen.
Ab 1990 gab es ein drittes Wildcard-Team pro Conference, womit die Teilnehmerzahl an den Playoffs auf zwölf anstieg. Nach dem neuen System musste der schwächste Divisionssieger bereits in der Wildcard-Runde antreten. Spiele gegen Teams aus derselben Division wurden zugelassen. Dieses System bestand bis zur Umstrukturierung in 2002 aus acht Divisions. Im seitdem gültigen, oben erklärten System bestreiten die vier Divisionssieger und zwei Wildcard-Teams die Playoffs. Das am höchsten gesetzte Team spielt in jeder Runde gegen das am schlechtesten gesetzte Team, und die Setzreihenfolge bestimmt auch das Heimrecht (nicht das Siegverhältnis der Regular Season). Daher ist es möglich, dass ein Divisionssieger Heimrecht gegen ein Wildcard-Team hat, das ein besseres Sieg-Verhältnis hat. Das tritt öfters ein, wenn Nr. 4 auf Nr. 5 trifft.

## Änderungsvorschläge
Seit der Erweiterung und Umstrukturierung auf acht Divisions 2002 gab es Bestrebungen, die Playoffs auf 14 Teams zu erweitern. Befürworter verweisen auf den Mehrwert der zwei zusätzlichen Playoff-Spiele und die Tatsache, dass die 12er-Playoffs eingeführt wurden, als die Liga aus 28 Teams und sechs Divisions (mit jeweils 4–5 Teams) bestand. Mit 32 Teams und acht Divisions wurde der Zugang zu den Playoffs für Wildcard-Teams schwerer, während es für Divisionssieger schwacher Divisions leichter wurde. So erkämpften 2008 die San Diego Chargers und die Arizona Cardinals mit jeweils acht Siegen (Arizona hatte schließlich am Ende neun Siege) den Divisionssieg, während die New England Patriots mit elf Siegen einen Wildcard-Platz verpassten. Die Gegner einer Erweiterung des Playoff-Feldes sind der Ansicht, dass die Playoffs durch schwächere Teams „verwässert“ würden und verweisen darauf, dass in der NBA und NHL, wo jeweils 16 von 30 Teams die Playoffs erreichen, öfters nicht mehr so viel Wert auf die Leistungen in der Regular Season gelegt wird.
Nach den Playoffs 2007, als zwei Wildcardteams mit besseren Siegverhältnissen (die Jacksonville Jaguars und der spätere Super-Bowl-Sieger New York Giants) auswärts bei Divisionssiegern (den Pittsburgh Steelers und den Tampa Bay Buccaneers) gewannen, beschäftigte sich die NFL mit einem anderen Vorschlag. Und zwar sollten nicht automatisch die Divisionssieger das Heimrecht erhalten, sondern die Teams mit den besten Sieg-Verhältnissen. Das NFL Competition Committee verwarf dies allerdings wieder. Der Präsident der Atlanta Falcons, Rich McKay, meinte, man hätte die Idee nur diskutieren wollen. Der Besitzer der New England Patriots, Robert Kraft, war ein vehementer Gegner dieser Idee: „Wenn du eine Division gewinnst, sollen deine Fans die Gewissheit haben, dass du ein Heimspiel bestreiten darfst.“
Mit der Saison 2020 wurde die Erweiterung auf 14 Mannschaften vollzogen.

## Bezahlung
Im Gegensatz zur Regular Season erhalten Spieler eines Teams während der Play-offs nicht individuell festgelegte Gehälter, sondern jeder Spieler eines Teams erhält dasselbe Gehalt. Die Staffelung für die Play-offs der Saison 2016 lautet:
| Runde                        | Mannschaft      | Gehalt   |
| ---------------------------- | --------------- | -------- |
| Wild-Card-Spiel              | Division-Sieger | $27.000  |
| Wild-Card-Spiel              | Wild-Card-Team  | $24.000  |
| Divisional-Playoff-Spiel     | Alle            | $27.000  |
| Conference Championship Game | Alle            | $49.000  |
| Super Bowl                   | Gewinner        | $107.000 |
| Super Bowl                   | Verlierer       | $53.000  |